# 松本典子 (経営学者)
松本 典子（まつもと のりこ、1980年2月13日 - ）は日本の経営学者。非営利組織および協同組合（特に労働者協同組合）の経営学について研究。駒澤大学経済学部教授。学位は修士（商学）、博士（商学）（駒澤大学大学院）。

## 略歴
東京生まれ、松本育ち。駒澤大学経済学部に入学後、3年次に飛び級。駒澤大学大学院商学研究科に進学。修士課程と博士後期課程を経て、博士（商学）を取得。
2007年に駒澤大学経済学部現代応用経済学科に着任。専任講師(2007年4月〜2011年3月)、准教授(2011年4月〜2019年3月)を経て、2019年4月より駒澤大学経済学部現代応用経済学科教授。
2025年現在、日本協同組合学会常任理事、日本NPO学会副会長。一般社団法人協同総合研究所常任理事や駒澤大学経済学部現代応用経済学科ラボラトリ所長なども務める。

## 研究内容
研究テーマは、非営利組織や協同組合の経営学。
2004年の日本協同組合学会の自由論題報告で労働者協同組合（ワーカーズ・コープ、ワーカーズ・コレクティブ）の存在を知り、現在までその研究に没頭。「現代資本主義社会における労働者協同組合の役割と経営課題」を研究テーマに科研費を取得中（課題番号：22K01859）。
2025年2月18日に、中央経済社より『労働者協同組合とは何かー連帯経済とコモンを生み出す協同組合』を刊行。

## 主要な所属学協会
- 労務理論学会
- 日本NPO学会
- 日本比較経営学会
- 日本経営学会
- 日本協同組合学会
- 日本地域経済学会
- 社会政策学会